# Toxoniella
Toxoniella is een geslacht van spinnen uit de familie Gallieniellidae.

## Soorten
Het geslacht kent de volgende soorten:
- Toxoniella rogoae Warui & Jocqué, 2002
- Toxoniella taitensis Warui & Jocqué, 2002